# 寺木伸明
寺木伸明（てらき のぶあき、1944年- ）は、日本の歴史学者、桃山学院大学名誉教授。

## 人物・来歴
滋賀県生まれ。1972年、大阪大学大学院文学研究科博士課程単位取得満期退学、98年「近世部落の成立と展開に関する研究」で文学博士の学位を取得。大阪府立吹田高等学校教員、1975年大阪市教育研究所所員、1979年桃山学院大学助教授をへて、90年教授。2005年6月から2013年12月まで部落解放・人権研究所理事長。 2015年定年、名誉教授となる。近世の被差別民衆史が専門。

## 著書
- 『近世部落の成立と展開』解放出版社, 1986.7
- 『部落史の見方考え方』解放出版社, 1989.5
- 『被差別部落起源論序説 近世政治起源説の再生』明石書店, 1990.8
- 『被差別部落の起源とは何か』明石書店, 1992.11
- 『被差別部落の起源 近世政治起源説の再生』明石書店, 1996.2
- 『部落の歴史 前近代』部落解放・人権研究所, 2002.9
- 『近世被差別民衆史の研究』阿吽社, 2014.3

### 共編著
- 『部落問題論への招待 資料と解説』野口道彦共編. 解放出版社, 2001.4
- 『アジアの身分制と差別』沖浦和光,友永健三共編著. 部落解放・人権研究所, 2004.9
- 『街道絵図に描かれた被差別民 『五街道分間延絵図』解説篇補遺』藤沢靖介共監修. 東京美術, 2008.6
- 『部落史研究からの発信 第1巻(前近代編)』中尾健次共編著. 部落解放・人権研究所, 2009.3
- 『部落解放史の最前線 啓発・教育の現場と研究をつなぐ (ブックレット菜の花) 服部英雄,布引敏雄, 石瀧豊美共著, 福岡県人権研究所編. 福岡県人権研究所, 2013.2
- 『近世大坂と被差別民社会』藪田貫共編. 清文堂出版, 2015.2
- 『入門被差別部落の歴史』黒川みどり共著. 解放出版社, 2016.5 ISBN 978-4-7592-4063-4
- 『部落解放論の最前線 多角的な視点からの展開』朝治武,谷元昭信,友永健三共編著. 解放出版社, 2018.12 ISBN 978-4-7592-1034-7

## 論文
- <寺木伸明